# Поезд чрезвычайного назначения
«Поезд чрезвычайного назначения» — советский историко-биографический художественный фильм, снятый режиссёром Владимиром Шевченко на Киностудии им. Довженко в 1979 году.
Фильм вышел на экраны в ноябре 1980 года.

## Сюжет
Действие фильма происходит в 1922 году после окончания Гражданской войны в России. Страна переживает самый сложный и ответственный период своего становления.
Глава украинского правительства Г. И. Петровский, занимается организацией борьбы с голодом, разрухой, контрреволюцией, саботажами и диверсиями, противостоит скрытой оппозиции.

## В ролях
- Алексей Петренко — Г. И. Петровский, глава украинского правительства
- Фёдор Стригун — Алексей Минзаревский
- Любовь Кубюк — Настя
- Анатолий Хостикоев — Марчук
- Роман Хомятов — М. В. Фрунзе
- Владимир Нечепоренко — Виталий Примаков
- Лесь Сердюк — Степан Кравчук
- Валерий Ивченко — Глухитько
- Анатолий Барчук  — Буров
- Евгений Паперный — начальник особого отдела
- Леонид Яновский — есаул
- Юрий Дубровин — Денис
- Владимир Волков — Пеновский
- Валентин Макаров — Мельниченко
- Михаил Голубович — эпизод
- Лев Перфилов — актёр
- В. Рассольной — Кондрат
- Александр Милютин— эпизод
- Иван Гаврилюк — эпизод
- Иван Матвеев — эпизод
- Ольга Реус-Петренко  — эпизод
- Александр Пархоменко — эпизод
- Анна Николаева — эпизод
- Борис Александров — эпизод
- В. Белый — эпизод
- Евгений Балиев — эпизод
- Юрий Мысенков — эпизод
- Георгий Дворников — эпизод
- Яков Козлов — эпизод
- Григорий Кононенко — эпизод
- Людмила Лобза — эпизод
- Лиля Максименко — эпизод
- Галина Нехаевская— эпизод
- Константин Перепелица — эпизод
- Марат Стороженко — эпизод
- Сергей Хитрик — эпизод
- Василий Чечет — эпизод
- Алим Федоринский — эпизод
- Владимир Кузнецов — крестьянин (нет в титрах)

## Съёмочная группа
- Авторы сценария: Евгений Оноприенко, Леонид Ямковой
- Режиссёр-постановщик: Владимир Шевченко
- Оператор-постановщик: Алексей Прокопенко
- Художник: Валерий Новаков, Наталия Аксёнова
- Звукооператор: Богдан Михевич, Софья Сергиенко
- Композитор: Евгений Станкович